# 大浦海岸通停留場
大浦海岸通停留場（日语：／ Ōurakaigan-dori teiryūjō */?），又稱大浦海岸通電車站，是位於長崎縣長崎市常盤町，長崎電氣軌道大浦支線的電車站。車站編號為48。日文寫法也會標記為「大浦海岸通り」。

## 歷史
此電車站在1916年（大正5年），第二期線開通同時啟用，當時電車站名為大浦停留場（日语：／）。後來在1983年（昭和58年）改名為大浦海岸通，但是這個站名早已被用作舊站名的通稱。
在大浦支線開通長久以來都是單線，此電車站設有列車交會設備。後來隨著舉行'90長崎旅博覧會。在1990年（平成2年），築町至此電車站之間雙線化。

### 年表
- 1916年（大正5年）12月27日 - 大浦停留場啟用[2]。
- 1983年（昭和58年）6月10日 - 電車站改名為大浦海岸通停留場[2][4]。
- 1992年（平成4年）2月 - 電車站向石橋一方遷移[4][5]。

## 電車站構造
電車站是建造在共用行車道上，設有2面2線的低地台相對式月台。東邊為石橋方向月台，西邊為新地中華街方向月台。

### 運行系統
此電車站是大浦支線電車站之一。當中5系統駛入此站。

## 使用狀況
根據「長崎電軌」的調査，以下為1日的上下車人次資料。
- 1998年 - 1,103人[1]
- 2015年 - 600人[8]

## 電車站周邊
尤如其名，電車站鄰近的大浦海岸通原本是位於海邊的道路，後來經過填海後不再靠邊海邊。填海地變成了長崎水邊之森公園。於填海地舉行活動時，會設有臨時列車於此電車站到發。
在大浦支線中，從此電車站至終點站石橋停留場為單線區間。該區間中，大浦天主堂和石橋兩電車站均不可進行列車交會，因此站內設有閉塞訊號燈和靠近石橋一方設有架空電纜接觸器，該單線區間只可容納一架電車（單線自動閉塞式）。但是，在觀光季節等多客時期，會有兩架以上的電車進入該區間（在這個場合，進入單線區間的後續電車需要使用通票和續行標，而該電車進入石橋後需要首先折返往新地中華街方向）。
這個單線區間成為了瓶頸位，使在大浦支線行走的5號系統不能加班。另一方面，近年設有一個構思，從此電車站分支，建設延伸線至長崎港的國際渡輪碼頭與松枝地區，該路線為雙線鐵路構想。
- 舊長崎英國領事館（重要文化財）
- 舊長崎稅關下松派出所（日语：旧長崎税関下り松派出所）（重要文化財）
- 長崎市舊香港上海銀行長崎支店紀念館（重要文化財）
- Gusto長崎大浦海岸店
- 長崎和平博物館（日语：ナガサキピースミュージアム）
- 大浦警署（日语：大浦警察署）

## 相鄰電車站
長崎電氣軌道
大浦支線（■5號系統） 
醫療中心（47）－大浦海岸通（48）－大浦天主堂（50）

## 注腳
1. 1 2 3 4 5  田栗 & 宮川 2000，第69頁.
2. 1 2 3  今尾 2009，第57頁.
3. 1 2 3  田栗 2005，第93頁.
4. 1 2  100年史，第126頁.
5. ↑  100年史，第128頁.
6. 1 2  100年史，第130頁.
7. 1 2 3  川島 2013，第49頁.
8. ↑  100年史，第125頁.
9. 1 2 3  川島 2007，第123頁.
10. ↑  100年史，第101頁.
11. ↑  川島 2013，第48頁.
12. 1 2  運輸安全委員會.  (pdf) (报告). 鉄道重大インシデント調査報告書. 運輸安全委員会: 7–10. 2011-09-30  [2021-10-11]. 報告書番号：RI2011-3-2. （原始内容存档 (PDF)于2022-03-08） （日语）.
13. ↑  田栗 & 宮川 2000，第128頁.
14. ↑  川島 2013，第95頁.